# 川北円佳
川北 円佳（かわきた まどか、1993年6月23日 - ）は、テレビ大阪のアナウンサーで、元・山口朝日放送アナウンサー。テレビ大阪への移籍後は、2021年から報道部の記者を兼務している。

## 経歴
奈良県生駒市の出身で、近畿大学附属高等学校から同志社女子大学へ進学。大学生時代は、アルバイトの観光ガイドとして、京都や奈良の観光地を案内していた。
大学卒業後の2016年4月1日にアナウンサーとして山口朝日放送に入社したが、2018年3月31日に退社したうえで、翌4月1日から3年間の有期雇用契約扱いでテレビ大阪へ移籍。テレビ大阪には契約期間の満了後も勤務していて、正社員への移行を機に、アナウンサーと報道局の記者を兼務している。
その一方で、テレビ大阪移籍後の2022年に結婚。2023年に第一子を懐妊したことから、妊娠9ヶ月目まで勤務を続けた後に、同年12月28日から産前産後休暇に入っている。休暇中の2024年3月に、第一子を出産。
ピアノの演奏と水泳が得意で、趣味はスポーツ観戦、旅行、ご朱印集め。

## テレビ大阪での担当番組
名称を太字で記した番組には、産前産後休暇の直前までレギュラーで出演。
- やさしいニュース（ニュースキャスター兼リポーター）隔日出演
- 名門!モウカリマッカー学園 〜西梅田校新聞部〜（2019年 - 2020年、※ナレーター）
- おとな旅あるき旅（2018年 - 、パートナー）
- やさしいニュースPLUS（不定期）
- ニュースリアルKANSAI